# Daniela Schmidt
Tzivie Daniela Schmidt Muñoz (Ciudad de México, 9 de julio de 1978) es una actriz mexicana de cine y televisión. Es conocida por interpretar el papel de Antonia Ruiz en la telenovela Cuando seas mía y Yesenia en la película Casi divas.

## Biografía
Nació en la Ciudad de México el 9 de julio de 1978 y se crio en Toluca, Estado de México. Es de origen judío. Durante su adolescencia fue convocada al taller de actuación de la Casa del Teatro en Coyoacán, donde más tarde conocería a Raúl Quintanilla, quien dirigía una escuela de actuación a la que ingresó tiempo después.
En 1999 debutó en la televisión con la telenovela, La vida en el espejo. A esta le siguió, Cuando seas mía, en la que ocupó un papel secundario. Su debut cinematográfico fue en 2003 con la cinta Sobreviviente, dirigida por Jesús Magaña Vázquez, en donde compartió créditos con Gustavo Sánchez Parra y Humberto Busto. Un año más tarde protagonizó la película Casi divas, junto con Julio Bracho Castillo, Patricia Llaca, Maya Zapata y Ana Layevska. Posterior al éxito de la película, apareció en series como El albergue (2012) y Capadocia (2012), y en los filmes A la mala (2015), El viaje de Keta (2018), Detrás de la Montaña (2018), entre otros.

## Filmografía

### Cine
| Año  | Título                          | Papel                 | Notas                  |
| ---- | ------------------------------- | --------------------- | ---------------------- |
| 2003 | Sobreviviente                   | Adela                 |                        |
| 2005 | En El Sofa                      | Sofia                 | Cortometraje           |
| 2006 | Sea of Dreams                   | Isabella              |                        |
| 2007 | Corazón marchito                | Claudia               |                        |
| 2007 | Ópera                           | Daniela               |                        |
| 2007 | Casi divas                      | Yesenia               |                        |
| 2010 | Regresa                         | Patricia 'Pato'       |                        |
| 2011 | Tequila: Historia de una pasión | Lola                  |                        |
| 2013 | Milagro en Praga                | Angela                |                        |
| 2015 | Chorus                          | Ana                   |                        |
| 2015 | A la mala                       | Patricia              |                        |
| 2015 | Meister des Todes               | Penelope Rosales      | Película de televisión |
| 2018 | El viaje de Keta                | Frida                 |                        |
| 2018 | Detrás de la montaña            | Consuelo              |                        |
| 2018 | Ocho de cada diez               | Citlali Chávez        |                        |
| 2020 | El club de los idealistas       | Paulina               |                        |
| 2020 | Todo lo invisible               | Flor                  |                        |
| 2020 | El Mago Que no existe           | El mago que no existe | [ 5 ]                  |
| 2022 | Háblame de ti                   | Maca                  |                        |
| 2023 | Latido                          | Beatriz               |                        |
| 2024 | Dante y Soledad                 | Fernanda              | [ 6 ]                  |

### Televisión
| Año       | Título               | Papel            | Notas         |
| --------- | -------------------- | ---------------- | ------------- |
| 1999      | La vida en el espejo | Eva              | 1 episodio    |
| 2002      | Agua y aceite        | Verónica         |               |
| 2001-2002 | Cuando seas mía      | Antonia Ruiz     | 126 episodios |
| 2005      | Amor en custodia     | Lili             | 25 episodios  |
| 2010      | Eva Luna             | Marisol Martínez | 6 episodios   |
| 2012      | El albergue          | La Cubana        | 1 episodio    |
| 2012      | Capadocia            | Minerva Terán    | 13 episodios  |
| 2014      | Dos Lunas            | Tania            | 1 episodio    |
| 2015      | Paramédicos          | Rene             | 1 episodio    |
| 2019      | La usurpadora        | Gema Vidal       | 25 episodios  |
| 2019-2021 | Monarca              | Pilar Ortega     | 10 episodios  |

### Teatro
| Año  | Título                             | Papel       | Nota  |
| ---- | ---------------------------------- | ----------- | ----- |
| 2024 | Consentimiento                     |             | [ 7 ] |
| 2017 | La Tequilera                       | Lucha Reyes | [ 8 ] |
| 2017 | Hermanas                           |             |       |
| 2014 | Grito Al Cielo Con Todo Mi Corazon |             | [ 9 ] |